# HD 119124
HD 119124 är en gles dubbelstjärna belägen i den mellersta delen av stjärnbilden Stora björnen. Den har en skenbar magnitud av ca 6,32 och kräver åtminstone en handkikare för att kunna observeras. Baserat på parallax enligt Gaia Data Release 2 på ca 39,2 mas, beräknas den befinna sig på ett avstånd på ca 83 ljusår (ca 25 parsek) från solen. Den rör sig närmare solen med en heliocentrisk radialhastighet på ca -12 km/s. Stjärnan är en trolig medlem i Castor rörelsegrupp.

## Egenskaper
Primärstjärnan HD 119124 A är en solliknande gul till vit stjärna i huvudserien av spektralklass F8 V, som verkar vara lätt varierande. Den har en massa som är ca 1,2 solmassor, en radie som är ca 1,1 solradier och har ca 1,5 gånger solens utstrålning av energi från dess fotosfär vid en effektiv temperatur av ca 6 150 K.
HD 119124 A visar ett starkt överskott av infraröd strålning med en våglängd på 70 μm, vilket tyder på närvaro av en omkretsande cirkelformad stoftskiva. Konstellationen är med 80 procent sannolikhet källa till den starka röntgenstrålning som kommer från en punkt med dess koordinater.
HD 119124 identifierades första gången som en dubbelstjärna av Friedrich von Struve (1793−1864) och katalogiserades som 1774:e posten i hans lista. År 2015 fastställdes en följeslagare av magnitud 10,5 med en vinkelseparation av 18,10 bågsekunder vid en positionsvinkel av 135° från primärstjärnan. Den har en massa som är ca 0,63 solmassor och en effektiv temperatur av ca 4 100 K. De båda stjärnorna verkar vara gravitationellt bundna med en uppskattad omloppsperiod av ca 7 000 år och en linjär projicerad separation av 444,6 AE.